# Janice Kavander
Janice Deborah Kavander Kamya (sinh ngày 29 tháng 9 năm 1994) chủ yếu được gọi là Janice, là một ca sĩ người Thụy Điển.

## Sự nghiệp âm nhạc
Là người Uganda và Phần Lan gốc, Janice bắt đầu học tại Kulturama ở tuổi mười một và sau đó đi học trung học tại Södra Latin, trong quá trình học tại đây cô đã thể hiện năng khiếu khiêu vũ của bản thân. Cô là thành viên của Dàn hợp xướng Tin lành Tensta từ năm 2009.
Cô đã có được bước đột phá trong âm nhạc vào năm 2016, khi cô phát hành đĩa đơn "Đừng cần" mà cô cũng đồng sáng tác. Bài hát được phát sóng rất nhiều trên Sveriges Radio, và năm 2017, cô được bầu chọn là Nghệ sĩ đột phá của năm bởi mục văn hóa của tờ Dagens Nyheter.
She next released the songs "Answer" and "Love You Like I Should", and in the summer of 2017 she participated in the SVT show Allsång på Skansen and the TV4 show Lotta på Liseberg.
Cuối năm 2017, cô phát hành các đĩa đơn I Got You, Black Lies, và Queen. Janice đã biểu diễn quốc ca Hoa Kỳ vào ngày 10 và 11 tháng 11 năm 2017 tại Globen Arena ở Stockholm, khi Colorado Avalanche và Ottawa Senators 
gặp nhau trong một trò chơi cho 2017 NHL Global Series. Trong cùng một sự kiện, cô đã biểu diễn quốc ca Canada.
Janice hát tại trận chung kết của chương trình SVT På spåret cho mùa giải 2018. Cô cũng đã biểu diễn đĩa đơn "Queen" của mình tại buổi dạ tiệc P3 Guld phát cả trên Sveriges Radio và SVT.
Vào Ngày Quốc tế Phụ nữ vào ngày 8 tháng 3 năm 2019, Janice đã giúp tổ chức Hội Chữ thập đỏ nâng cao nhận thức về phụ nữ sống trong các khu vực chiến tranh và xung đột trên thế giới. Janice đã kết thúc năm 2018 bằng cách biểu diễn tại Bingolotto trên TV4 cho chương trình Giáng sinh đặc biệt vào ngày 23 tháng 12.
Năm 2019, Janice, cùng với Sabina Ddumba và Molly Hammar, biểu diễn tại Grammis gala Thụy Điển. Janice có một vai khách mời trong bộ phim Eld & Lågor, nơi cô ấy bài hát của ABBA "Gimme! Gimme! Gimme!".
Vào ngày 17 tháng 5 năm 2019, cô đã phát hành đĩa đơn "Hearts Will Bleed" và vào ngày 14 tháng 6 bài hát "Kisses at Nighttime". Album của cô I Don't Know A Thing About Love sẽ được phát hành ngày 30/9/2019.